# Thunderbird (musikalbum)
Thunderbird är ett musikalbum från 2006 av den amerikanska jazzsångaren Cassandra Wilson.

## Låtlista
1. "Go to Mexico" (Keith Ciancia/Mike Elizondo/Zigaboo Modeliste/Art Neville/Leo Nocentelli/George Porter jr/Cassandra Wilson) – 4:14
2. "Closer to You" (Jakob Dylan) – 5:49
3. "Easy Rider" (Trad) – 7:03
4. "It Would Be So Easy" (Keith Ciancia/Mike Elizondo/Mike Piersante/Cassandra Wilson) – 5:10
5. "Red River Valley" (Trad) – 5:52
6. "Poet" (Keith Ciancia/Cassandra Wilson) – 5:27
7. "I Want to be Loved" (Willie Dixon) – 4:03
8. "Lost" (Joseph Henry Burnett) – 3:34
9. "Strike a Match" (Joseph Henry Burnett/Ethan Coen) – 4:47
10. "Tarot" (Keith Ciancia/Jim Keltner/Cassandra Wilson) – 3:51

## Medverkande
- Cassandra Wilson – sång, gitarr
- Jay Bellerose – trummor
- Keith Ciancia – bas, piano, keyboards, synthesizer
- Mike Elizondo – synthesizer
- Keb' Mo' – gitarr
- Jim Keltner – trummor
- Colin Linden – gitarr, munspel
- Gregoire Maret – munspel
- Bill Maxwell – trummor
- Marc Ribot – gitarr
- Reginald Veal – bas